# كلب المروج صغير الأسنان
كلب المروج صغير الأسنان (الاسم العلمي:Cynomys parvidens) (بالإنجليزية: Utah Prairie Dog)‏ هو نوع من الحيوانات يتبع جنس الكلب المروج من فصيلة سنجابية.